# 三重県立相可高等学校
三重県立相可高等学校（みえけんりつおうかこうとうがっこう）は三重県多気郡多気町にある三重県立の高等学校である。

## 沿革
- 1907年（明治40年）4月 - 相可村外三ヶ村組合農業学校として設立される。
- 1922年（大正11年）3月 - 三重県立多気実業学校と改称される｡
- 1948年（昭和23年）5月 - 三重県相可高等学校と改称される。
- 1955年（昭和30年）4月 - 三重県立相可高等学校と改称される。
- 1963年（昭和38年）8月 - 第45回全国高等学校野球選手権大会に初出場。
- 1979年（昭和54年）8月 - 第61回全国高等学校野球選手権大会に16年振り2回目の出場。
- 1983年（昭和58年）8月 - 第65回全国高等学校野球選手権大会に4年振り3回目の出場。
- 2010年（平成22年）4月 - 三重県立宮川高等学校と統合。新校は相可高等学校の敷地に開設。校名は、公募と協議の上で相可高等学校になった。

## 教育組織
次の教育組織がある。2019年（平成31年）度入試より三重県立高校で「保護者の転住を伴わない県外からの入学志願者枠」が拡大されたが、相可高校では県外入学枠は設けられていない。
- 全日制の課程
  - 普通科
  - 生産経済科
  - 環境創造科（元は農業土木科）
  - 食物調理科

## 教育の特色
総合的な学習の時間を「ドリーム・チャレンジ・タイム（DCT）」と名付けている。

### 食物調理科
まごの店・相可フードネットも参照。

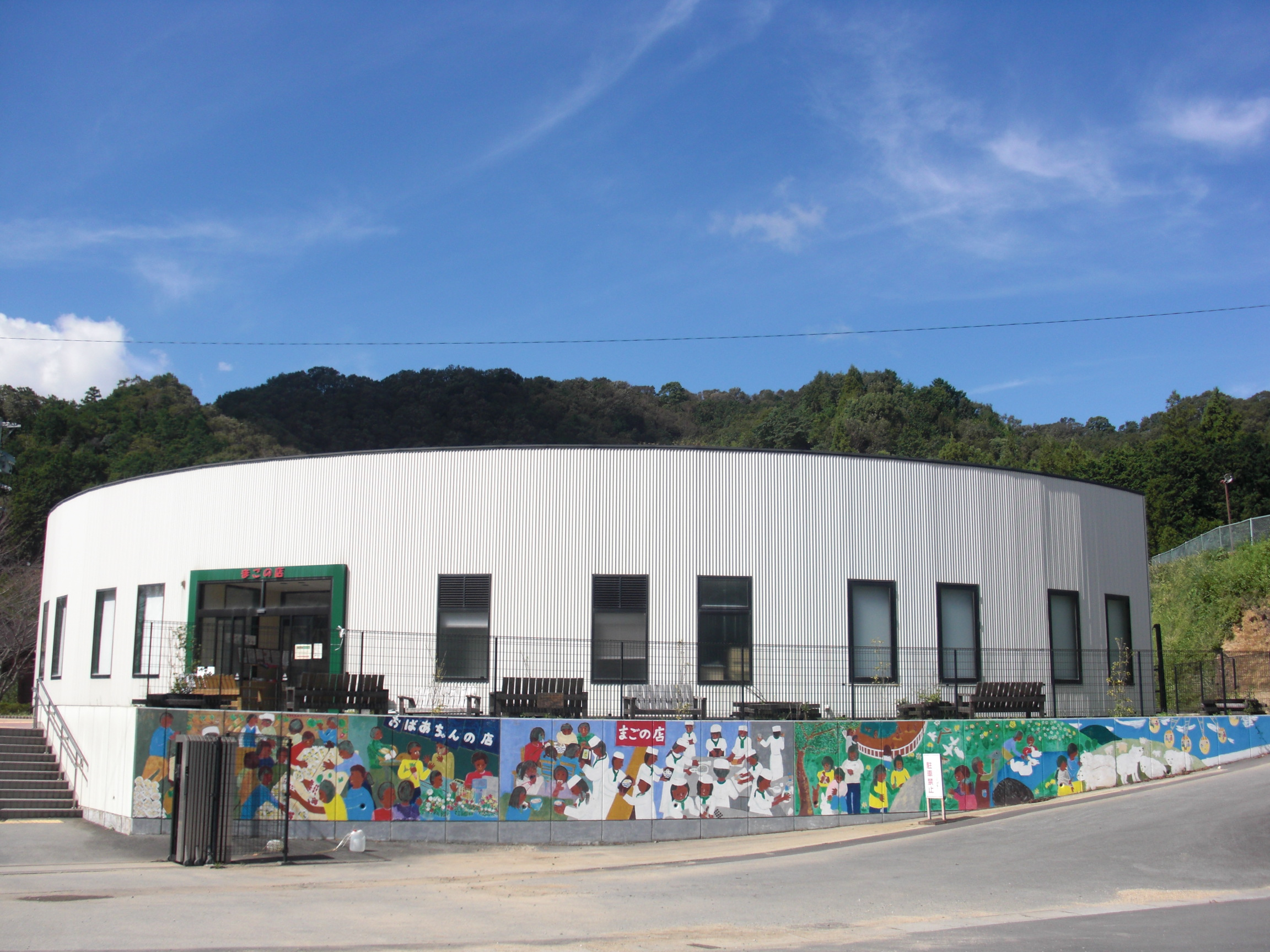
まごの店

食物調理科（より正確には調理クラブ）では実践教育施設として五桂池ふるさと村内にレストラン｢まごの店｣を店舗運営。たびたびテレビ番組などでも取り上げられている。また、TOKIOの松岡昌宏主演でこれらをモデルにしたドラマ『高校生レストラン』が日本テレビ系列で2011年5月から7月まで放送された。卒業生は相可フードネットを設立し、惣菜店「せんぱいの店」を運営している。
2013年にオーストラリア調理師連盟の主催する2013高校生国際料理コンクール（全国高校生"S”の交流フェア実行委員会共催）で相可高等学校の2名のチームは金メダルを獲得し、同コンクール7回目で相可高等学校初の総合1位を受賞。
2016年に開催された伊勢志摩サミットで昼食会に出す料理の調理を担当した。

### 生産経済科
生産経済科では地域の特産物である伊勢いもを栽培し、三重大学大学院生物資源学研究科と共同で優良な種イモを研究している。2014年は300kgを収穫し、食物調理科の生徒によって調理された。
2010年（平成22年）10月には、伊勢茶や柿の葉エキスを配合した「まごころteaハンドジェル」を開発、地元のスーパーマーケットなどで販売している。これをきっかけに、近江兄弟社や万協製薬とのリップクリームやハンドクリームの共同開発も始まった。
授業の一環で松阪牛の肥育を行っており、松阪肉牛共進会にも出品している。

## 生徒会活動・部活動など

### 部活動
- 運動系 - 野球部、サッカー部、陸上部、バレー部、弓道部、卓球部、ソフトテニス部、バスケット部、バドミントン部、山岳部、剣道部、ボート部
- 文化系 - 華道部、茶道部、新聞部、創作部、吹奏楽部、測量部、放送部、書道部、ボランティア部、調理部

### 全国高等学校野球選手権大会の成績

#### 1963年（第45回）
- 1回戦　相可　○ 6-2 ●　大社
- 2回戦　相可　● 1-2 ○　磐城

#### 1979年（第61回）
- 1回戦　相可　○ 4-2 ●　鹿児島実
- 2回戦　相可　● 3-4 ○　比叡山

#### 1983年（第65回）
- 1回戦　相可　● 2-4 ○　岡山南

## 出身著名人
- 宇都美慶子 - 歌手
- 土井武 - 元プロ野球選手（ヤクルト）
- 中西親志 - 元プロ野球選手（ヤクルト）
- 美土里りんご - 歌手
- 長岡成貢 - 音楽家[13][14]
- 村田怜音 - プロ野球選手（埼玉西武ライオンズ）

## 関連出版物
- 村林新吾『高校生レストラン、本日も満席』伊勢新聞社　2008年
- 三重県立相可高等学校調理クラブ、村林新吾監修『高校生レストランひみつレシピ』伊勢新聞社　2009年